# 6teen
6teen est une série télévisée d'animation canadienne en 93 épisodes de 22 minutes créée par Tom McGillis et Jennifer Pertsch, produite par Nelvana et Fresh TV, et diffusée entre le 7 novembre 2004 et le 11 février 2010 sur Teletoon et Télétoon. La série a été diffusée en Belgique sur Plug RTL et Club RTL, et en France sur France 3 et France 4 dans l'émission Ludo et sur Nickelodeon et Gulli.

## Synopsis
Cette série met en vedette six adolescents âgés de seize ans aux caractères bien distincts. Le lieu où se déroule toutes les intrigues est le centre commercial, où les six personnages principaux ont trouvé un emploi à temps partiel. Les situations les plus embarrassantes sont vécues et renouvelées à travers leurs expériences de travail et les moments douloureux de leur vie amoureuse.

## Distribution

### Voix québécoises
- Pascale Montreuil : Julie Maréchal (Jen)
- Geneviève Désilets: Nikki Wong
- Aline Pinsonneault : Katherine Cloutier (Caitlin)
- Joël Legendre: Hugo Lisowski (Jude)
- Philippe Martin : Vincent Williams (Wyatt)
- Benoit Éthier : Costarica Garcia (Jonesy)
- Catherine Bonneau : Séréna
- Hugolin Chevrette : Victor
- Patrick Chouinard : Coach Laurent (Coach Halder), Gilles l'agent à louer (Ron the Rent-A-Cop)
- Sébastien Reding : Darth
- Marc Beaudin : Kaï
- Stéphane Rivard : Super Steve
- Martin Watier : Coiffeur Fabrice

 Source et légende : version québécoise (VQ) sur Doublage.qc.ca

### Voix belges
▪︎Version Française : MADE IN EUROPE
▪︎Adaptation : Brigitte Duquesne
▪︎Directrice de Plateau : Marie-Line Landerwyn
- Fanny Roy: Jenny Masterson
- Sophie Landresse: Nikki Wong
- Marie-Line Landerwijn: Kathy Cooke
- Alexandre Crepet: Jules Lizowski
- Romain Barbieux: Yoann Williams
- David Manet: Enzo Garcia

## Personnages
- Julie Maréchal (en VQ, Jenny Masterson en VB, Jen Masterson en VO)
- Nikki Wong
- Katherine Cloutier (en VQ, Kathy Cooke en VB, Caitlin Cooke en VO)
- Vincent Willians (en VQ, Yoann Williams en VB, Wyatt Williams en VO)
- Hugo Lizowski (en VQ, Jules Lizowski en VB, Jude Lizowski en VO)
- Costarica Garcia (en VQ, Enzo Garcia en VB, Jonesy Garcia en VO)

## Épisodes

### Saisons

#### Première saison (2004-2005)
1. La Tête de l'emploi (Québec) Prends ce job et assure ! (Belgique)  (Take This Job and Squeeze It)
2. Les Malades imaginaires (Québec) Une pause s'impose (Belgique) (The Big Sickie)
3. Calme et lenteur (Québec) Restons zen ! (Belgique) (The Slow and Even-Tempered)
4. Vert glacé (Québec) La guerre des citrons (Belgique) (A Lime to Party)
5. Le Cœur à la fête (Québec) Petit Noël entre amis (Belgique) (Deck the Mall)
6. Défi sushi (Québec) Que de Sushis ! (Belgique) (The Sushi Connection)
7. Pique et pique et vol et drame (Québec) La réduction à cinq doigts (Belgique) (The Five Finger Discount)
8. Rupture et démolition (Québec) Rupture organisée! (Belgique) (Breaking Up with the Boss' Son)
9. L'Employé du mois (Employee of the Month)
10. Le Temps des idoles (Québec) La star du groupe (Belgique) (Idol Time at the Mall)
11. Trompe-l'œil (Québec) Le faux (The Fake Date)
12. Un si gentil garçon (Québec) Monsieur Gentil Garçon (Belgique) (Mr. Nice Guy)
13. Groupies et compagnie (Québec) Les filles de la bande (Belgique) (The Girls in the Band)
14. Costa Kaki (Clonesy)
15. Évitons Cupidon ! (Stupid Over Cupid)
16. Les Clones du bazar (The Khaki Girl)
17. Le Lauréat (The (Almost) Graduate)
18. Lutte à finir (Bring It On)
19. Le Mage (The Swami)
20. Les Petits Farceurs (Cecil B. Delusioned)
21. Ça va être la fête ! (The Birthday Boy)
22. Le Mois du dragon (Enter the Dragon)
23. Le silence est d'or (One Quiet Day)
24. Y'en a que pour Chloé ! (It's Always Courtney, Courtney, Courtney!)
25. La Rupture bête et brutale (The One with the Text Message)
26. Halloween 6teen (Boo, Dude)
27. Le Type des morts-vivants (Dude of the Living Dead)

#### Deuxième saison (2005-2006)
1. Journée d'épreuves (Going Underground)
2. La Société des poètes disparates (Deadbeats Poet Society)
3. Mode d'emploi (Career Day)
4. Mon poisson, ce héro! (Fish and Make Up)
5. Le Devin de la vidéo (Awake the Wyatt Within)
6. Malheureux anniversaire (Unhappy Anniversary)
7. Confidences imprudentes (Pillow Talk)
8. La Vérité toute nue (In a Retail Wonderland…)
9. Un citron (trop) pressé (Losing Your Lemon)
10. Darth adhère (Welcome to the Darth Side)
11. Le Nouveau Copain (The New Guy)
12. Noël et bébelles (Major Unfaithfulness)
13. La Folie de minuit (Midnight Madness)
14. Le Seigneur des pourceaux(Waiting to Ex-sale)
15. Le Prix de la trahison (The Hunted)
16. Sang et soldes (Lights Out)
17. Le Séducteur (A Ding from Down Under)
18. La Grande Noirceur (The Wedding Destroyers)
19. L'Appel des antipodes (Lords of Mall Town)
20. Briseurs de rêves (Jonesy’s Low Mojo)
21. Costarica perd ses moyens (Smarten Up)
22. Trop futés (Dirty Work)
23. Le Sale Boulot (Over Exposed)
24. Élégance et délinquance (A Crimes of Fashion)
25. La Reine du bal (Spring Fling)
26. Les Métrosexuels (Girly Boys)
27. Blanc comme neige (Snow Job)

#### Troisième saison (2007-2008)
1. Joyeux anniversaire (Sweet 6teen)
2. Tu empestes, bébé ! (Baby, You Stink)
3. Question d'allégeance (Selling Out to the Burger Man)
4. La Lutte en folie (Wrestlemania)
5. Le Journal (The Journal)
6. Le Silence des postérieurs (Silent Butt Deadly)
7. Le nouveau Costa Rica (The New Jonesy)
8. Un bon tour (Prank'd)
9. Deux pour un (2-4-1)
10. Oups mauvais numéro! (Oops, I Dialed it Again)
11. Sortie en tandem (Double Date)
12. Victime de la mode (Fashion Victims)
13. Insérer le nom ici (Insert Name Here)
14. Une autre journée au bureau (Another Day at the Office)
15. Comment l'agent-à-louer a volé Noël (How the Rent-A-Cop Stole Christmas)
16. Animaux en gros (All Pets Are Off)
17. C pour Génie (J for Genius)
18. Ça grince chez les grognons (Bicker Me Not)
19. L'amour rend aveugle (Love at Worst Sight)
20. La Fille au bouton de fièvre (The One with the Cold Sore)
21. Tu empestes, bébé! (Whoa, Baby!)
22. Pas un autre (Cheapskates)
23. Les contraires s'attaquent (Opposites Attack)
24. Monsieur Parfait (Mr. and Mr. Perfect)
25. Je te veux, je te veux plus ! (Date and Switch)
26. Héros ou esclave? (Life Slaver)

#### Quatrième saison (2009-2010)
1. Bébé arrive 1ère partie (Labour Day Part 1)
2. Bébé arrive 2ème partie (Labour Day Part 2)
3. Titre français inconnu (6 Teens and a Baby)
4. Une cicatrice du passé (Blast from the Past)
5. Démissionne! (Quit It!)
6. Takira Smylie (Kylie Smylie)
7. La liste (The List)
8. De grands espoirs (Great Expectations)
9. Il n'est pas de ce monde (Out of this World)
10. À vos marques, prêts, sortez! (On Your Mark, Get Set… Date)
11. Inversion des rôles (Role Reversal)
12. Au revoir Nikki? 1ère partie (Bye Bye Nikki? Part 1)
13. Au revoir Nikki? 2ème partie (Bye Bye Nikki? Part 2)

### Censure
Étant donné que 6teen s'adressait à un public pré-adolescent et adolescent. L'émission a vu 24 de ses épisodes censurés lors de sa diffusion aux États-Unis via Nickelodeon et Cartoon Network.
La raison majoritaire de cette censure est dû à l'homosexualité dont l'émission référenciait ou insinuait. Les autres censures furent l'effet flou cachant la nudité des personnages, qui a été modifité par une barre noire.

## Nominations et lauréats

### ACT kids TV awards (Canada)
| Année | Catégorie              | Pour  | Nommé/lauréat |
| ----- | ---------------------- | ----- | ------------- |
| 2007  | Animation (9 à 14 ans) | 6teen | lauréat       |

### Daytime Emmy Awards (États-Unis)
| Année | Catégorie                                            | Pour                                  | Nommé/lauréat |
| ----- | ---------------------------------------------------- | ------------------------------------- | ------------- |
| 2009  | Meilleure chanson originale (Générique et Promotion) | Don Breithaupt et Anthony Vanderburgh | lauréat       |

### Prix Gemini (Canada)
| Année | Catégorie                                                                         | Pour | Nommé/lauréat |
| ----- | --------------------------------------------------------------------------------- | --- | ------------- |
| 2008, | Meilleur texte pour une série ou programme pour enfants ou jeunesse               | Terry McGurrin (pour l'épisode Le silence des posterieurs)                                                                       | nommé         |
| 2008, | Meilleure interprétation individuelle ou groupe dans une série ou programme animé | Brooke D'Orsay, Stacey DePass, Megan Fahlenbock, Terry McGurrin et Christian Potenza (pour l'épisode Le silence des posterieurs) | nommé         |

### Pulcinella Awards (Italie)
| Année | Catégorie                                | Pour  | Nommé/lauréat |
| ----- | ---------------------------------------- | ----- | ------------- |
| 2005  | Série télévisuelle pour toutes audiences | 6teen | nommé         |

### Writers Guild of Canada (Canada)
| Année | Catégorie | Pour                                                                        | Nommé/lauréat |
| ----- | --------- | --------------------------------------------------------------------------- | ------------- |
| 2006  | jeunesse  | Alice Prodanou (pour l'épisode Mon poisson, ce héro)                        | nommé         |
| 2008  | animation | Alice Prodanou (pour l'épisode Tu empestes, bébé!)                          | nommé         |
| 2008  | animation | Alice Prodanou et Robin Stein (pour l'épisode Je te veux, je te veux plus!) | nommé         |